# Zsombor Gálpál
Zsombor Gálpál (* 26. Juli 2003) ist ein ungarischer Leichtathlet, der sich auf den Zehnkampf spezialisiert hat.

## Sportliche Laufbahn
Erste internationale Erfahrungen sammelte Zsombor Gálpál im Jahr 2022, als er bei den U20-Weltmeisterschaften in Cali mit 7037 Punkten auf den 16. Platz im Zehnkampf gelangte. Im Jahr darauf wurde er bei den U23-Europameisterschaften in Espoo mit 7354 Punkten 13. und 2024 erreichte er bei den Europameisterschaften in Rom mit 7528 Punkten Rang 19. Im Jahr darauf belegte er bei den Hallenweltmeisterschaften in Nanjing mit 5548 Punkten den zehnten Platz im Siebenkampf und im Juli gelangte er bei den U23-Europameisterschaften in Bergen mit 7715 Punkten auf den achten Platz im Zehnkampf. Kurz darauf wurde er bei den World University Games in Bochum mit 7563 Punkten Vierter.
In den Jahren von 2023 bis 2025 wurde Gálpál ungarischer Meister im Zehnkampf sowie 2023 und 2025 Hallenmeister im Siebenkampf.

## Persönliche Bestleistungen
- Zehnkampf: 7985 Punkte, 26. Mai 2024 in Budapest
  - Siebenkampf (Halle): 5548 Punkte, 23. März 2025 in Nanjing